# Goran Šafarek
Goran Šafarek Koprivnica, 28. travnja 1977., hrvatski je biolog, publicist, istraživač, fotograf, redatelj i snimatelj. 

## Životopis
Goran Šafarek rođen je u Koprivnici gdje je završio osnovnu školu i opću gimnaziju. Diplomirao je na Biološkom odsjeku Prirodoslovno-matematičkog fakulteta u Zagrebu na kojemu se i zaposlio kao znanstveni novak – asistent. Radio je na znanstvenom istraživanju fitoplanktona Jadranskog mora. Sudjelovao je na projektu Jadran (Hrvatski nacionalni monitoring program Jadranskog mora). Bio je član uredništva znanstvenog časopisa Acta Botanica Croatica. 

## Znanstveni i stručni rad
Sudjelovao je na brojnim projektima poput projekta UNDP-a na restauraciji močvarnih staništa uz rijeku Dravu, na predloženom projektu UNESCO-ovog Biosfernog rezervata Drava-Mura te na biološkoj inventarizaciji uz rijeku Dravu pod vodstvom Svjetskog fonda za zaštitu prirode (WWF), RiverWatch i dr. Godine 2008. radio je inventarizaciju ptica i biljaka, a 2009. inventarizaciju staništa u Posebnom zoološkom rezervatu Veliki Pažut te potom kartiranje staništa Drave. Zabilježio je da se na Velebitu, nakon pedeset godina opet u Hrvatskoj pojavila rijetka vrsta ptice Charadrius morinellus. Radio je na više projekata povezanih s turizmom i održivim razvojem uz rijeku Dravu – izrada biciklističkih staza, poučnih staza, brošura, kasnije na razvoju turizma promatranja ptica. Radi na razvoju ekološkog turizma i turizma promatranja ptica. Surađivao je s Turističkom zajednicom grada Nina. Radio je na projektu UNDP-a (COAST program) na zaštititi i održivom razvoju muljevito-pjeskovitih staništa Zadarske županije. Godine 2008. s Tomislavom Šolićem započeo je nacionalni projekt Rijeke Hrvatske. Glavni ciljevi projekta su promocija hrvatskih rijeka i njihova zaštita. Od 2011. posvetio se Hrvatskoj, zaštiti prirode, održivom razvoju, promociji kroz filmove i knjige.

## Fotografija
Autor je nekoliko samostalnih fotografskih izložbi (Džungle – Muzej Koprivnica, Džungle - Prirodoslovni muzej u Zagrebu, Ušće Mure – Galerija Koprivnica, Zelena planeta – Koprivnica, Rijeke Hrvatske – Galerija SC u Zagrebu i druge). Fotografije su objavljivane na razglednicama i kalendarima. Održao je više znanstveno popularnih predavanja širom Hrvatske, na temu Drave, ekspedicija po tropima i drugo. 

## Časopisi
Objavio je preko sto članaka (i tekstove i fotografije) u različitim časopisima: Meridijani, National Geographic, GEO, Playboy, Jet Set, Moj planet, Putovanja, Croatia Airlines, Naturfoto (Njemačka), Priroda, Hrvatska vodoprivreda, Hrvatske šume. U Playboyu je uz brojne članke objavljivao i serijal kolumni Iz dnevnika istraživača. 

## Istraživačke ekspedicije
Bio je sudionik ekspedicija Ande−Amazona 2000., Madagaskar 2001., Kostarika 2003., Madagaskar 2004., Venezuela 2005., Madagaskar 2007., Južna Afrika 2008.,  Ekvador 2009., Andamani 2010. i Šri Lanka 2010. Glavni ciljevi istraživanja posljednjih nekoliko ekspedicija bili su: rasprostranjenost, filogeografija i evolucija gmazova i vodozemaca tropskih područja. U Južnoj Africi je sudjelovao na projektu SARCA, odnosno na izradi Crvene knjige ugroženih vrsta gmazova Južne Afrike, Lesota i Svazilanda. U ekvadorskoj Amazoni istraživao je evoluciju otrovnih, šarenih žaba. Prvi je došao do otkrića predacije osa na visećim nakupinama jaja (na drveću i grmlju) arborealnih žaba (Wasp predation on Malagasy frog egg clutches, Salamandra) na Madagaskaru. Surađivao je s lokalnim znanstvenicima i Sveučilištem u Braunschweigu, u Njemačkoj. Prilikom tih istraživanja otkriveno je i desetak vrsta vodozemaca i gmazova. Najspektakularnije je bilo otkriće šarene zmije u Nacionalnom parku Masoala na Madagaskaru. Za Madagaskarsku državnu agenciju ANGAP, sudjelovao je u izradi pješačkih staza u Nacionalnom parku Ranomafana te općenito u razvoju turizma Madagaskara.

## Publicistika
Goran Šafarek je objavio više knjiga prirodne tematike, među kojima Rijeke Hrvatske, Životinje Hrvatske, Priroda Hrvatske, Vodena blaga Hrvatske, Divlja priroda Hrvatske, Ušće Mure hrvatska Amazona, Crna Mlaka, a sudjelovao je kao koautor u još desetak knjiga.

## Film
Od 2008. godine orijentirao se i na snimanje filmova. U suradnji s Hrvatskom televizijom snimio je dokumentarne filmove: Tajna šarene evolucije, Džungla u oceanu i Povratak zelenog raja, Crna Mlaka, Ušće Mure – hrvatska Amazona, Šoderica – podravsko more,a za mađarski NP Dunav Drava i hrvatsku udrugu Zeleni Osijek snimio je film Srednje Podunavlje  - srce europske divljine. Filmovi su uvršteni u program međunarodnih filmskih i TV festivala: Bar u Crnoj Gori, Beogradu (Green Screen Fest) i Sarajevu (Jahorinafest). Godine 2017. snima film Sirija – zemlja na raskrižju, koji je snimljen usred sirijskog rata, a emitiran je na HTV-u. Dvije godine poslije, 2019. dovršava film Zeleni krvotok Hrvatske koji je također emitiran je na HTV-u,a međunarodna inačica Rivers of Croatia emitiran je na nekoliko europskih televizija.

## Nagrade i priznanja
- 2010. – specijalna nagrada za filmove Džungla u oceanu i Povratak zelenog raja na Green Fest festivalu u Beogradu[8]
- 2011. – medalja grada Koprivnice za sveukupni doprinos promicanju vrijednosti prirode u svrhu održivog razvoja[9]
- 2013. – dm green city nagrada za film Srednje Podunavlje – srce europske divljine[10]
- 2017. – nagrada za najbolji kratki film Šoderica - Podravsko more na Zagreb tourfilm festivalu[11]
- 2019. – nagrada Velebitska degenija za najbolju fotografiju, priznanje Hrvatskog novinarskog društva[12]
- 2021. – nagrada za najbolji hrvatski dokumentarni film Rivers of Croatia na Zagreb Tourfilm Festivalu

## Vanjske poveznice
- Goran Šafarek - službene stranice
- Priroda Hrvatske
- Rijeke Hrvatske  Arhivirana inačica izvorne stranice od 21. travnja 2021. (Wayback Machine)